# Riede (Dolna Saksonia)
Riede – gmina w Niemczech, w kraju związkowym Dolna Saksonia, w powiecie Verden, wchodzi w skład gminy zbiorowej Thedinghausen.